# Tineobius nassaui
Tineobius nassaui är en stekelart som först beskrevs av Girault 1933.  Tineobius nassaui ingår i släktet Tineobius och familjen hoppglanssteklar. Inga underarter finns listade i Catalogue of Life.